# Цуцуй Ясутака
Ясутака Цуцуй (нар.24 вересня 1934, Осака) — японський романіст, актор, сценарист, літературний критик, композитор, майстер метапрози, член Асоціації письменників-фантастів Японії та японського ПЕН-клубу. Низку його романів та історій екранізовано, використано для постановок у театрі та на радіо, а також перекладено англійською, німецькою, російською, іспанською та іншими мовами.

## Біографія
Народився в місті Осака 24 вересня 1934. Вищу освіту здобув у 1957 в університеті Досіся, розташованому в Кіото, ставши після цього дипломованим спеціалістом у галузі естетичних наук. Після закінчення навчання відкрив власну студію дизайну. З середини 1960-х розпочав письменницьку кар'єру як письменник-фантаст. Свою першу розповідь Ясутака Цуцуй опублікував у науково-фантастичному журналі, який сам і видавав. Успіх до нього прийшов починаючи з 1970-х — і вже до початку 1990-х років, завдяки своїм науково-фантастичним творам, Ясутака Цуцуй завоював значну кількість престижних нагород, ряд творів письменника було перекладено на іноземні мови, в тому числі англійську та німецьку, серед них — «Що бачила покоївка» (яп. Kazoku hakkei, англ. What the Maid Saw), «Жінка, що стоїть» (яп. Tatazumu hito, англ. Standing Woman), «Мій брат трубач» (яп. Rappa o fuku ototo, англ. My Brother the Trumpeter, нім. Mein bruder, der Trompeter), «48 мільярдів оман» (яп. 48-oku no moso, англ. 48 Billion Delusions) та інші. Саме в ці часи Цуцуй експериментував з різними стилями — починаючи з «чорного» гумору та фарсу й закінчуючи метапрозою, «надлітературою». Знаходячись під впливом Ч. Дарвіна, З. Фрейда та братів Маркс, письменник вірив, що між реальністю й фантастикою є своєрідна «змова», яку він «розкривав» своїми «гіпернауковими» творами. Якщо у ранніх своїх творах письменник передбачає прискорення появи в майбутньому своєрідних гіпермедіа, що перетворюватимуть фантастику на реальність, то в останніх він вже кардинально переглядає своє бачення реального світу як прояв «гіперфантастичності».
Власний роман «Вранішній Гаспар» Цуцуй публікував як серіал з продовженням у періодичному виданні та разом з тим влаштовував обговорення свого твору в Інтернеті. Це стало своєрідним ноу-хау серед японських фантастів.
У друкованих засобах масової інформації твори Ясутаки Цуцуя були востаннє опубліковані влітку 1993. З 1993 по 1996 тимчасово перестав публікуватися у друкованих виданнях на знак протесту проти цензури стосовно дискримінаційних виразів у літературі, причиною запровадження якої стало обурення членів Японської Асоціації хворих на епілепсію, які начебто побачили у творі Ясутаки Цуцуя «Автоматична поліція» про тоталітарне суспільство ознаки упередженого ставлення автора до хворих. З 1996 знову почав друкуватися. Протягом трьох років бойкоту друкованих видань письменник активно працював у мережі Інтернет. На сьогодні проживає в Японії. Є одним з найвідоміших наукових фантастів Японії.

## Нагороди
- Літературна премія імені Кьокі Ідзумі (1981)
- Премія імені Дзюнітіро Танідзакі (1987)
- Премія імені Ясунарі Кавабати (1989)
- Нагорода японських письменників-фантастів (англ. The Japan SF award) (1992)
- Літературна премія Йоміурі (1999)

## Вибрані твори
- Дівчина, що стрибала крізь час (англ. The Girl Who Leapt Through Time) (1967)
- Коли прокинувся сьогун (англ. When the Shogun Awoke) (1974)
- Як спати (англ. How to Sleep) (1979)
- Вітер (англ. The Wind) (1984)
- Африканська бомба та інші історії (англ. The African Bomb and Other Stories) (1986)
- Цензор мрій (англ. The Dream Censor) (1987)
- Риба (англ. The Fish) (1988)
- Король полюсу (англ. Polar King) (1990)
- Що бачила покоївка (англ. What the Maid Saw) (1990)
- Паприка (англ. Paprika) (1993)
- Сальмонельники на Планеті Порно (англ. Salmonella Men on Planet Porno) (2005)
- Пекло (англ. Hell) (2008)

## Екранізації
- Паприка (фільм, 2006)
- Дівчинка, яка стрибала крізь час